# Richard Wilson (actor escocés)
Iain Carmichael Wilson (Greenock, Escocia, 9 de julio de 1936), conocido como Richard Wilson, es un actor, locutor y director de teatro británico. Ha interpretado a Victor Meldrew en la serie de la BBC One Foot in the Grave y al médico Gaius en Merlín.

## Primeros años
Wilson nació en la localidad escocesa de Greenock (Reino Unido). Estudió ciencias en Greenock, e hizo el Servicio Nacional del Cuerpo médico del ejército, sirviendo en Singapur. Trabajó en el laboratorio en el Hospital Stobhill en Glasgow como científico de investigación antes de cambiar a la actuación a los 27 años. Él estudió en la Royal Academy of Dramatic Art y luego apareció en teatros de repertorio en Edimburgo (Traverse Theatre), Glasgow y Manchester (Stables Theatre).

## Carrera
Wilson recibió la Orden del Imperio Británico por sus servicios al teatro como director y actor en 1994. En abril de 1996, fue elegido como Rector de la Universidad de Glasgow por un período de tres años.
Wilson recibió en 2007 el Premio Anual de caridad, en honor a la excelencia, tanto en las personas sordociegas y los que trabajan con ellos. Es también uno de los Patronos de Honor de la caridad de los niños de Londres.

## Vida privada
Wilson era hincha de su club de fútbol local, Greenock Morton, pero después pasó a serlo del Manchester United. Defensor de derechos de los homosexuales durante muchos años, en marzo de 2013 dijo públicamente que era gay en una entrevista con el Daily Mail.

## Filmografía

### Televisión
- The Sweeney (1978)
- Some Mothers Do 'Ave 'Em (1978)
- Only When I Laugh (1979-1982)
- The Adventures of Sherlock Holmes (1985)
- Andy Robson (1982–83)
- Born and Bred
- Have I Got News for You
- The World of Peter Rabbit and Friends (1992)
- Duck Patrol
- Emmerdale
- Hot Metal (1988)
- Selling Hitler (1991)
- Under The Hammer (1994)
- King of Fridges (2004) (as Frank)
- Father Ted
- Inspector Morse
- Mr. Bean
- Gulliver's Travels
- My Good Woman
- Life As We Know It
- Rentaghost
- Normal Service
- One Foot in the Grave (1990–2000)
- High Stakes
- A Sharp Intake of Breath
- Tutti Frutti
- Cluedo
- Star Portraits with Rolf Harris
- Jeffrey Archer: The Truth
- Crown Court (1970s)
- Thank God You're Here
- Demons
- Britain's Best Drives
- The F Word
- Would I Lie To You?
- Doctor Who (2005)
- Merlín (2008-2012)
- New Tricks (2009)
- A Harlot's Progress (2006)
- Confessions from the Underground-Narrated (2012)